# 程序正义
程序正义（英語：procedural justice；也称程序公正，别称「看得见的正义」）是指解决争端和资源分配过程中的公平理念，且強調「過程」的重要性。程序正义所讨论的常见问题是有关司法和法律程序管理的问题。这种程序正义有关正当法律程序（美国）、基本公正原则（加拿大）、程序公平（澳大利亚）和自然正义（其他普通法司法地区）。程序正义的理念也可用在法律之外，比如解决冲突、利益或责任分配等。

## 起源
程序正义这一理念在西方国家的出现与发展并非是偶然的现象，根据日本学者的解释，程序正义诞生的原因有如下三个。在这三个因素的影响下，审判结果是否合理正确并不具有外在的客观标准，但审判程序本身具备客观性和真实性，审判结果就能被人们广泛接受，合理性就得以显现。

### 双方辩论与陪审团的判决
当事人双方在由普通市民组成的陪审团面前开始辩论对抗，胜负由陪审团判定。但是陪审团的裁断只给结论，不提供理由，这使得判决结果的客观性甚至真实性都无从考究，只能由程序的正确来间接地支持结果的正当性。

### 搜寻先例
法官根据在以往判决中相似案件的先例作出有关案件适用法律问题，但其前提是：在律师的协助下当事人能够找到有利于自己的先例，并依靠辩论说服法庭采用找到的先例。

### 衡平法
衡平法使得法官在当事人因无法找到适当的法律根据却提出了请求的情况，可用自由裁量对案件作出合适可靠的决定。